# Neetzka
Neetzka est une municipalité allemande située dans le land de Mecklembourg-Poméranie-Occidentale et l'Arrondissement du Plateau des lacs mecklembourgeois.

## Personnalités liées à la ville
- Ernst Theodor Johann Brückner (1746-1805), théologien né à Neetzka.